# Хуторянський Ігор Миколайович
Ігор Миколайович Хуторя́нський (нар. 21 грудня 1924, Немирів) — український композитор, педагог.

## Біографія
Народився 21 грудня 1924 року в місті Немирові (тепер Вінницька область, Україна). 1955 року закінчив Київську консерваторію (навчався у Л. Ревуцького).

## Твори
- симфонії — «Поема» (1955), «Прелюдія» (1956), «Увертюра» (1966);
- для оркестру народних інструментів — «Уральська сюїта» (1956), «Пісня і скерцо» (1957);
- для фортепіано — «Колискова» (1955), «30 маленьких канонів» (1970);
- п'єси (1971);
- для фортепіано і духових інструментів: гобоя «Експромт» (1970), флейт «Гавот» (1976), «Два дуети» (1977), валторни «Колискова» (1977).